# Compsoctena tridentifera
Compsoctena tridentifera är en fjärilsart som beskrevs av Edward Meyrick 1927. Compsoctena tridentifera ingår i släktet Compsoctena och familjen Eriocottidae. Inga underarter finns listade i Catalogue of Life.